# Janis Joplin
Pour les articles homonymes, voir Joplin.
Janis Joplin (/ˈd͡ʒænɪs ˈd͡ʒɑplɪn/) née le 19 janvier 1943 à Port Arthur (Texas) et morte le 4 octobre 1970 à Los Angeles (Californie) est une chanteuse américaine.
Surnommée la « Mama Cosmique » ou « la reine de la soul psychédélique » au sommet de sa carrière, également appelée « Pearl » par ses amis, elle s'est d'abord illustrée, à la fin des années 1960, en tant que chanteuse du groupe d'acid rock psychédélique Big Brother and the Holding Company et, plus tard, comme artiste solo avec ses groupes d'accompagnement, The Kozmic Blues Band et le Full Tilt Boogie Band.
Janis Joplin marque les esprits par ses performances vocales et sa présence scénique, « électrique » pour ses fans. Elle a été également arrangeuse, peintre, danseuse et musicienne.
Le magazine Rolling Stone a classé Janis Joplin quarante-sixième sur sa liste des cent plus grands artistes de tous les temps et vingt-huitième parmi les cent plus grands chanteurs de tous les temps.

## Biographie

### Jeunesse

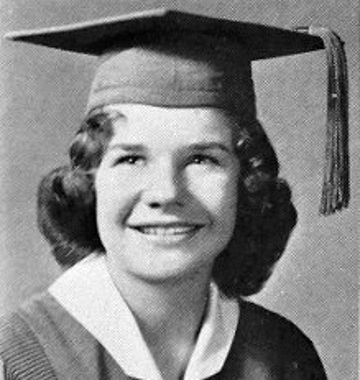
Janis Joplin au lycée en 1960.

Janis Lyn Joplin naît à l'hôpital St. Mary de Port Arthur, au Texas. Fille de Dorothy (née East) et de Seth Joplin, ingénieur chez Texaco. Elle a un petit frère, Michael, et une petite sœur, Laura. Elle grandit en écoutant des musiciens de blues comme Bessie Smith, Odetta et Big Mama Thornton, et chante à la chorale locale. Au lycée Thomas Jefferson de Port Arthur, elle s'absente souvent des cours. Elle y était rejetée : « J'étais une inadaptée. Je lisais, je peignais, je n'avais pas la haine des nègres. » Certains de ses camarades avaient pour habitude de la narguer et de l'appeler par des noms comme pig (la cochonne), freak (le monstre) ou creep (l'effrayante).
Plutôt attirée par la peinture, c'est au lycée qu'elle commence à chanter du blues et du folk avec des amis. Janis Joplin entre à l'Université du Texas à Austin en 1960, où elle n'obtiendra jamais de diplôme. Durant ce bref passage, elle est élue « le garçon le plus laid » du campus. Elle en a été extrêmement humiliée et en a gardé un vif et douloureux souvenir. Elle n'eut de cesse, depuis cet épisode, de vouloir prouver son talent. Elle revient dans cette université quelques années plus tard[citation nécessaire], pendant une réunion des anciens étudiants, alors qu'elle était au sommet de sa gloire, pour montrer sa réussite à ses anciens camarades qui la méprisaient.
Cultivant un comportement rebelle, « libérée », Janis Joplin se trouve un style à partir de ses idoles féminines du blues, ainsi que dans la Beat Generation.

### Ses débuts de chanteuse 1962-1965

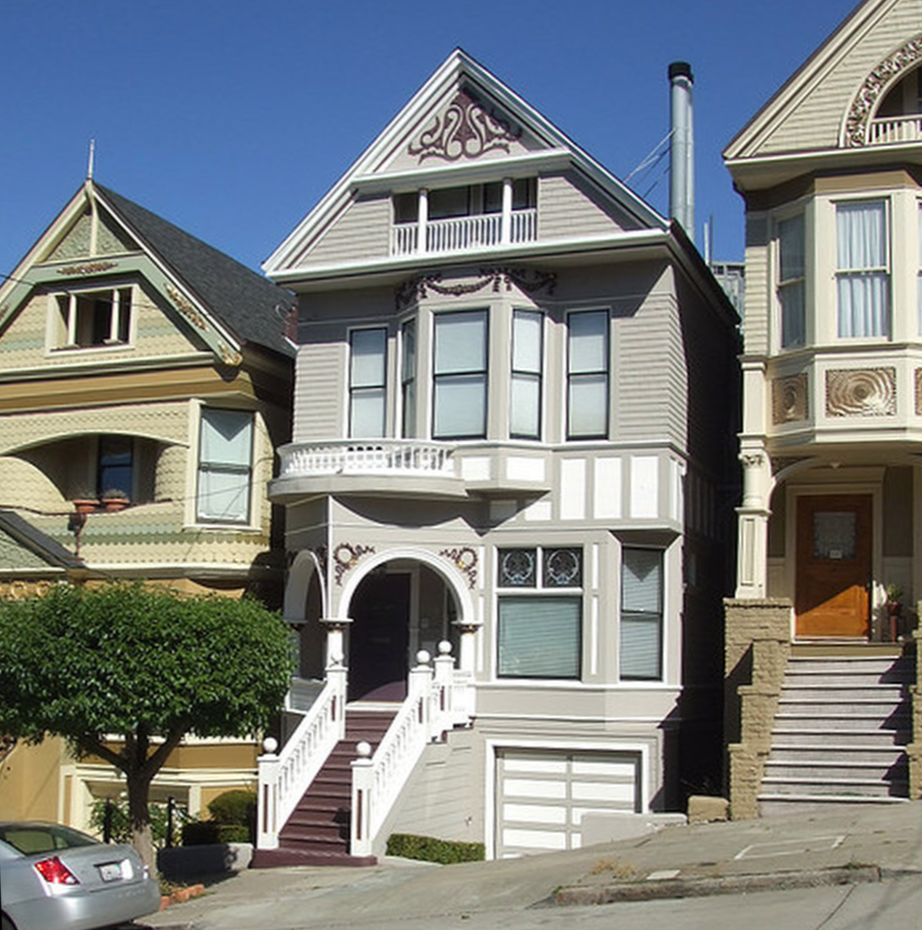
Maison de Joplin au 122 Lyon Street à Haight-Ashbury à San Francisco. Elle vécut là dans les années 1960 avec son petit ami Country Joe McDonald. Dans le voisinage vivaient beaucoup d'artistes et de groupes importants de la contre-culture comme Jefferson Airplane et Grateful Dead.

Janis Joplin quitte le Texas en stop pour San Francisco en 1963. Elle chante le soir même de son arrivée, profitant d'une séance d'open music (en) au Coffee and Confusion, puis se produit dans les bars à musique de la ville. Elle entretient une relation amoureuse avec Jae Whitaker, une jeune femme noire, avec laquelle elle s'installe.
En 1964, Joplin se met à fréquenter Linda Gottfried et sa consommation de drogue augmente, ce qui entraîne sa séparation avec Whitaker. Elle est dépendante des amphétamines et consomme entre autres de l'héroïne. Elle boit aussi énormément : sa boisson favorite est la liqueur Southern Comfort faite à partir d'alcool rectifié et de fruits, d'épices et des arômes de whisky.
La renommée de Janis Joplin, au-delà de sa voix, est notamment liée à sa grande prestance scénique. De son vivant, l'artiste a émis le souhait de ne se catégoriser ni comme bisexuelle, ni hétérosexuelle, mais simplement comme sexuelle, bien qu'elle ait entretenu des relations avec des hommes tels Jimi Hendrix, Leonard Cohen (qui a écrit en son honneur la chanson Chelsea Hotel No.2), Country Joe McDonald, Jim Morrison, Kris Kristofferson (dont elle popularisera la chanson Me and Bobby McGee), Eric Clapton, ainsi que des femmes (comme Peggy Caserta, Jae Whitaker ou Linda Gottfried).[réf. nécessaire]
Au début de l'année 1965, les amis de Janis Joplin remarquent les effets physiques de sa consommation d'amphétamines ; elle est décrite comme squelettique. Ils la persuadent de retourner à Port Arthur. En mai 1965, ils la poussent dans un bus afin qu'elle puisse rentrer à la maison. À son retour à Port Arthur, elle change radicalement son mode de vie.

### Big Brother and the Holding Company 1966-1968

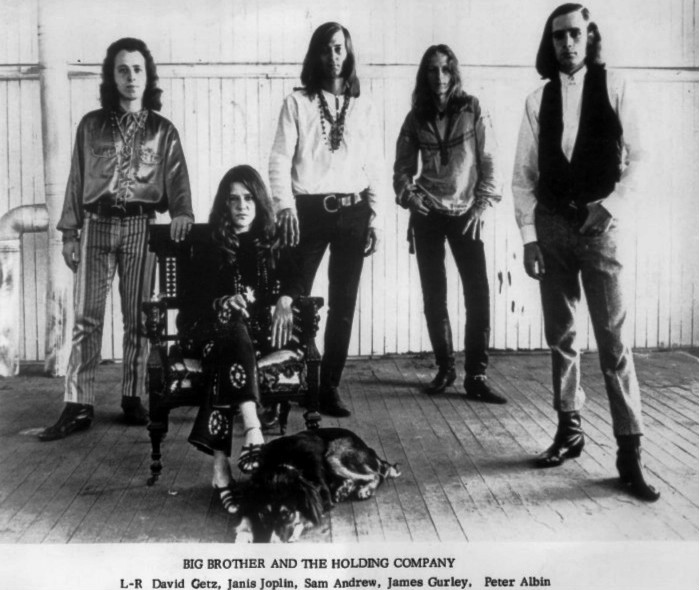
Janis Joplin avec Big Brother and the Holding Company vers 1966-1967.

#### Les débuts

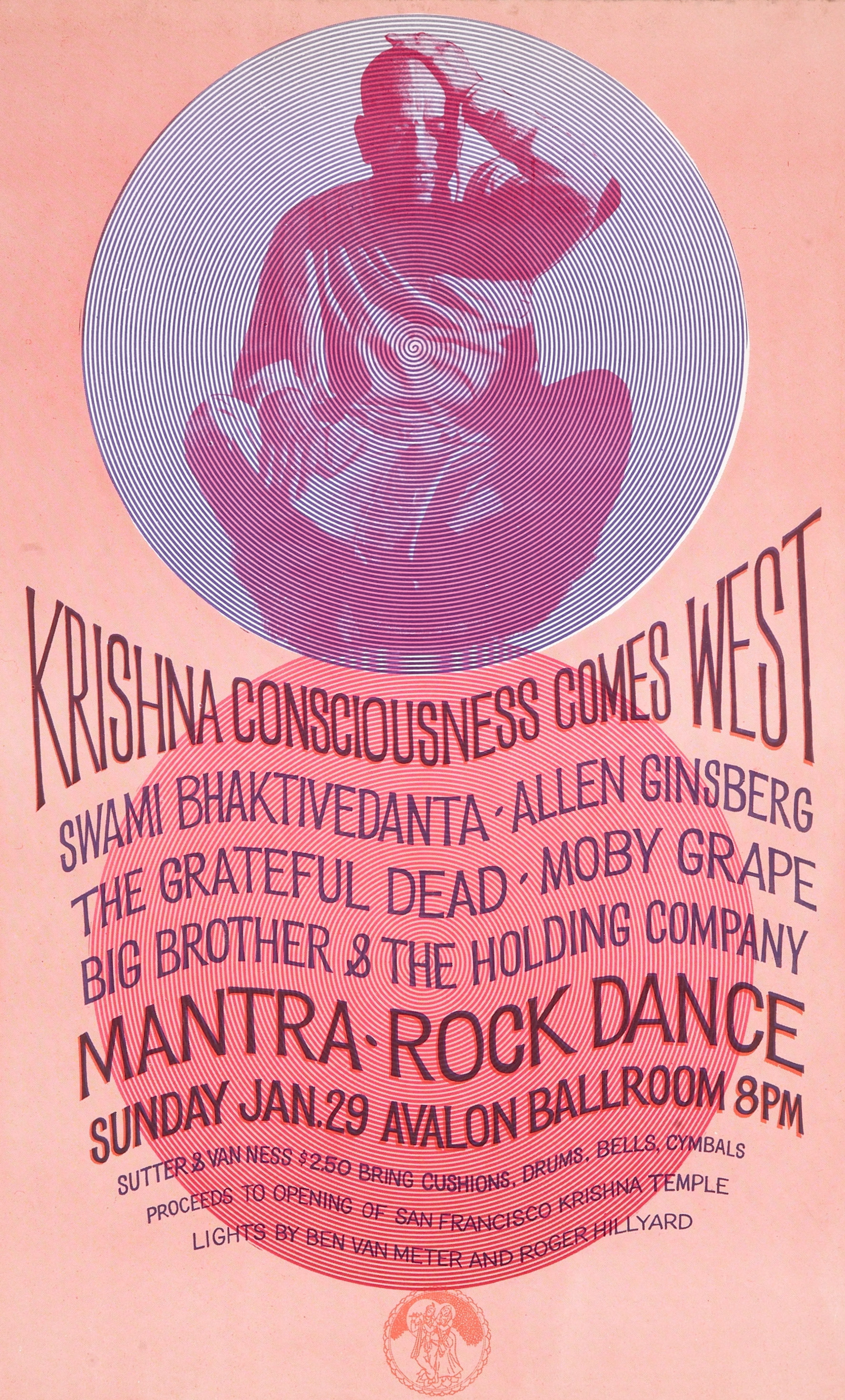
Affiche promotionnelle pour l'événement musical Mantra-Rock Dance du 29 janvier 1967.

En 1966, le style vocal bluesy de Janis Joplin attire l'attention du Big Brother and the Holding Company, un groupe de rock psychédélique qui a acquis une certaine notoriété auprès de la communauté hippie naissante dans Haight-Ashbury. Janis Joplin est recrutée par Chet Helms, un promoteur qui l'avait connue au Texas et qui gérait à l'époque  Big Brother. Helms ramène Janis Joplin à San Francisco où elle rejoint Big Brother le 4 juin 1966. Sa première représentation en public avec le groupe est à l'Avalon Ballroom, à San Francisco. Durant cet été, un concert à San Francisco est enregistré, il sera publié en 1984 dans l’album Cheaper Thrills. En juillet, tous les membres du groupe et Nancy, la femme du guitariste James Gurley, déménagent dans une maison à Lagunitas, en Californie, où ils vivent en communauté. Ils font souvent la fête avec Grateful Dead qui vit à proximité.
Le 23 août 1966, au cours d'un contrat de quatre semaines à Chicago, le groupe signe un contrat avec le label indépendant Mainstream Records. Janis Joplin retombe dans l’alcool quand elle et ses camarades (à l'exception de Peter Albin) rejoignent des « hipsters alcooliques », comme les appelle le biographe de Joplin, Ellis Amburn. Le groupe enregistre dans un studio à Chicago, mais le propriétaire du label, Bob Shad, refuse de payer leur billet d'avion de retour à San Francisco. Quatre des cinq membres du groupe repartent à Lagunitas en voiture avec très peu d'argent, tandis qu’Albin rentre en avion. Joplin retombe dans la consommation de drogues par voie intraveineuse.
Un des premiers spectacles d'envergure de Janis Joplin en 1967 est le Mantra-Rock Dance, un événement musical organisé le 29 janvier à l’Avalon Ballroom par le temple de Hare Krishna de San Francisco. Janis Joplin et Big Brother y participent avec le fondateur de Hare Krishna, Bhaktivedanta Swami, Allen Ginsberg, Moby Grape et Grateful Dead. Les dons vont au temple de Krishna. Début 1967, Janis Joplin rencontre Country Joe McDonald du groupe Country Joe and the Fish ; ils vivent en couple pendant quelques mois. Big Brother continue de jouer dans les clubs de San Francisco, le Fillmore West, le Winterland Ballroom et l'Avalon Ballroom. Ils se produisent aussi à Los Angeles, Seattle, Washington, Vancouver, Boston et Huntington Beach.

#### Percée du groupe au festival de Monterey
Le premier grand succès du groupe a lieu au festival international de musique pop de Monterey, en juin 1967, où ils jouent notamment une version de Ball and Chain de Big Mama Thornton, avec une performance vocale exceptionnelle de Janis. Le documentaire Monterey Pop de Donn Alan Pennebaker montre Cass Elliot, co-chanteuse du quartet pop The Mamas and the Papas, parmi la foule, disant « Wow, that's really heavy » (« Wow, c'est vraiment fort »).
Le premier album studio du groupe, simplement nommé Big Brother and the Holding Company, est publié par Columbia Records en août 1967, peu de temps après le festival de Monterey. Ce premier album contient quatre titres remarquables : Down on Me, une chanson traditionnelle arrangée par Joplin, Bye Bye Baby, Call On Me et Coo Coo, tous avec elle comme chanteuse principale.
Après avoir changé de manager en passant de Chet Helms à Julius Karpen en 1966, le groupe signe en 1967 avec le grand manager Albert Grossman, rencontré pour la première fois au festival de Monterey. Durant le reste de l’année 1967, Big Brother joue principalement en Californie. Le 16 février 1968, le groupe commence sa première tournée à Philadelphie et, le jour suivant, donne son premier concert à New York à l'Anderson Theater. Le 7 avril 1968, le dernier jour de la tournée, Janis Joplin et Big Brother jouent avec Jimi Hendrix, Buddy Guy, Joni Mitchell, Richie Havens, Paul Butterfield et Elvin Bishop pour le concert Wake for Martin Luther King, Jr., à New York.
Live at Winterland '68, enregistré au Winterland Ballroom à San Francisco les 12 et 13 avril 1968, comprend une sélection de morceaux de leurs albums studio. L’enregistrement est publié pour la première fois en 1998 par Sony Music Entertainment.

#### AlbumCheap Thrills(1968)
Pour son premier grand enregistrement en studio, Janis Joplin a joué un rôle majeur dans l'arrangement et la production des morceaux qui allaient devenir le deuxième album du groupe, Cheap Thrills. Pendant les journées d’enregistrement, elle est la première personne à entrer dans le studio et la dernière à le quitter. Des images de Janis Joplin avec le groupe en studio la montrent en grande forme lors de l'enregistrement de la chanson Summertime. La couverture de l’album est dessinée par Robert Crumb, un dessinateur de la contre-culture. Bien que Cheap Thrills paraisse enregistré en concert, comme sur Combination of the two et I Need a Man to Love, seul Ball and Chain (en) a effectivement été enregistré en public, les autres titres étant enregistrés en studio. L'album utilise un son brut ; il comprend notamment les bruits du bris d'un verre à cocktail et du balayage des éclats de verre au cours de la chanson Turtle Blues.
L’album sort le 12 août 1968. Les titres Piece of My Heart et Summertime deviennent des tubes très populaires. Cheap Thrills est classé numéro 1 au Billboard 200 huit semaines après sa sortie et le reste pendant huit semaines non consécutives. L'album est vendu à plus d'un million d'exemplaires le premier mois de sa sortie. Le premier single extrait de l'album, Piece of My Heart, atteint la 12e position dans le Billboard Hot 100 à l'automne 1968. L'album Cheap Thrills et la première du film documentaire Monterey Pop à New York au Lincoln Center for the Performing Arts, le 26 décembre 1968, lancent le succès de la carrière musicale de Janis Joplin.
Le groupe fait une autre tournée sur la côte Est en juillet et août 1968, jouant à la convention de Columbia Records à Puerto Rico et au festival de folk de Newport. Après son retour à San Francisco pour deux spectacles, au festival du Palace of Fine Arts, le 31 août et le 1er septembre, Janis Joplin annonce qu'elle va quitter Big Brother. Le 14 septembre 1968, au Fillmore West, les fans se pressent pour assister au dernier concert officiel de Janis Joplin avec Big Brother. Les groupes principaux pour cette soirée sont Chicago (alors encore appelé Chicago Transit Authority) et Santana. Elle donne un dernier spectacle avec Big Brother au bénéfice de Family Dog, le 1er décembre 1968.
La performance de Monterey de Big Brother and the Holding Company ainsi que leur album Cheap Thrills (1968), caractérisé par des morceaux remplis d'émotions, font de Janis Joplin une des stars incontournables de la musique américaine de la fin des années 1960.

### Carrière solo 1969-1970

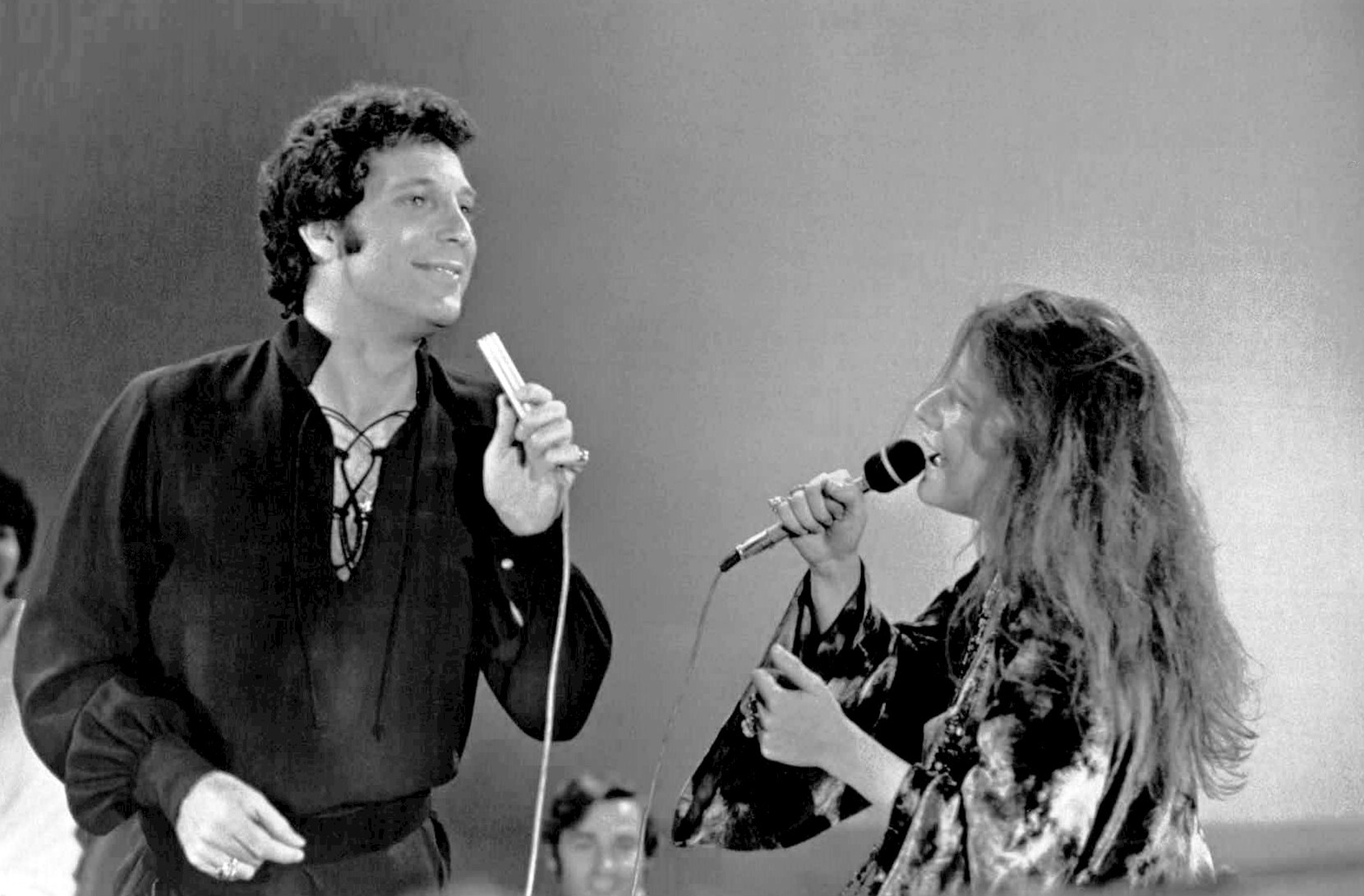
Janis Joplin chantant avec Tom Jones dans l'émission This Is Tom Jones, fin 1969.

#### Kozmic Blues Band
Après avoir quitté le Big Brother and the Holding Company, Janis Joplin forme un nouveau groupe, le Kozmic Blues Band, composé de musiciens de sessions ainsi que du guitariste de Big Brother, Sam Andrew, et du bassiste du futur Full Tilt Boogie Band, Brad Campbell. Le groupe est influencé par les groupes de Stax-Volt des années 1960, comme Otis Redding et The Bar-Kays. Ce type de groupe est caractérisé par l'utilisation de cuivres et a un son plus orienté blues, funk, soul et pop que la plupart des groupes de rock psychédélique de l'époque.
Début 1969, Janis Joplin consomme au moins 200 dollars d'héroïne par jour, même si des efforts sont faits pour la maintenir en bonne santé lors de l'enregistrement de I Got Dem Ol' Kozmic Blues Again Mama!. Gabriel Mekler, qui a produit les Kozmic Blues, a dit à la biographe Myra Friedman après la mort de Janis Joplin que la chanteuse avait vécu, à son insistance, dans sa propre maison pendant les sessions d’enregistrement de juin 1969 afin qu'il puisse l'éloigner de la drogue et de ses amis drogués. Le concert de Janis Joplin avec les Kozmic Blues à Francfort  sort dans les salles de cinéma vers cette période. Le film montre Janis Joplin arrivant à Francfort en avion et comprend également des entretiens dans le Royal Albert Hall et dans un bus. La plupart des titres de ce concert a été utilisée plus tard dans le film de 1975 intitulé Janis: The Way She Was. Ce concert est considéré comme l'un des meilleurs avec le Kozmic Blues Band. Aucun service d’ordre n’ayant été utilisé, à la fin du concert, la scène était si bondée que les membres du groupe ne pouvaient plus se voir. Un autre film comprend le concert du groupe à Stockholm avec l'interprétation de Summertime par Janis Joplin.
Janis Joplin et le Kozmic Blues Band participent à de nombreuses émissions télévisées. Lors de l'émission de Tom Jones, ils jouent Little Girl Blue et Raise Your Hand, chanté par le duo Joplin-Jones. Dans l’émission The Dick Cavett Show, ils jouent Try (Just A Little Bit Harder) ainsi que To Love Somebody. Lors de son interview par Cavett, elle affirme qu'elle a passé un mauvais moment en tournée en Europe car le public  est très tendu et ne se lâche pas. Elle révèle qu'elle est une grande fan de Tina Turner parce que celle-ci est une incroyable chanteuse, danseuse et show woman. Janis Joplin et Tina Turner ont joué ensemble au moins une fois au Madison Square Garden.
L'album I Got Dem Ol' Kozmic Blues Again Mama!, sorti en septembre 1969, devient disque d'or plus tard dans l’année, mais n’atteint pas la réussite de Cheap Thrills. Les avis sur le nouveau groupe sont partagés. Cependant, la qualité de l'enregistrement ainsi que la musicalité sont considérées comme supérieures à celles des albums précédents et certains critiques musicaux pensent que le groupe a travaillé d'une manière beaucoup plus constructive pour soutenir les sensationnels talents vocaux de Janis Joplin. Elle voulait une section de cuivres semblable à celle du groupe Chicago ; sa voix avait les qualités dynamiques et la gamme suffisante pour ne pas être surpassée par le son des cuivres.
Certains critiques musicaux, comme Ralph J. Gleason de la San Francisco Chronicle, ont un avis négatif. Gleason écrit que le nouveau groupe a été un frein et que Janis Joplin devrait l'abandonner et redevenir un membre de Big Brother. D’autres critiques, comme le journaliste Carl Bernstein du Washington Post, ignorent les défauts du groupe et publient des articles entiers qui célèbrent la magie de la chanteuse. En général, la presse se concentre davantage sur son départ de Big Brother plutôt que sur les qualités des nouveaux enregistrements.
Aucun single ne sort de l'album lui-même, mais une interprétation live de Raise Your Hand est publiée et entre dans le top dix. Contenant d'autres hits comme Try (Just a Little Bit Harder), To love somebody et Kozmic Blues, l’album I Got Dem Ol' Kozmic Blues Again Mama! devient numéro 5 du Billboard 200 quelques semaines après sa sortie.

#### Woodstock
Tout au long de l'année 1969, Janis Joplin et le Kozmic Blues Band enchaînent les tournées en Amérique du Nord et en Europe. Ils apparaissent notamment au Festival de Woodstock dans les heures tardives du samedi 16 août 1969. Le groupe est transporté par hélicoptère avec Joan Baez sur le site de l'événement, mais lorsque Janis aperçoit la foule, elle devient incroyablement nerveuse et est prise de vertige. Durant l’attente de dix heures dans les coulisses, elle consomme beaucoup d'héroïne et d'alcool. Conséquence, au moment où elle entre sur scène, elle est complètement ivre et droguée. Durant sa prestation, sa voix devient légèrement rauque et sifflante. Elle s’en sort cependant au point que le public l’acclame pour deux rappels.
Janis Joplin est mécontente de sa performance et refuse d'apparaître dans le film de l'événement du festival Woodstock qui sort l'année suivante. Cependant le « director's cut » paru en 1994 pour le 25e anniversaire de Woodstock comprend son interprétation de Work Me, Lord.
Janis Joplin a de nouveau des problèmes d'alcool et de drogue quatre mois plus tard, au Madison Square Garden, où elle est rejointe sur scène par les invités Johnny Winter et Paul Butterfield. En juin 1970, elle raconte au journaliste de rock David Dalton que le public regardait et écoutait chaque note qu’elle chantait en se demandant : « Va-t-elle y arriver ? » Elle ajoute qu'elle se sent plus à l'aise dans les petites salles à bon marché de la contre-culture à San Francisco. Sam Andrew, le guitariste qui avait quitté Big Brother avec Janis Joplin en décembre 1968 pour former le nouveau groupe, quitte celui-ci à la fin de l'été 1969 et revient à Big Brother sans Joplin. À la fin de l'année 1969, le Kozmic Blues Band se sépare. Leur concert final avec Janis Joplin se déroule au Madison Square Garden, à New York, dans la nuit du 19 au 20 décembre 1969.

#### Full Tilt Boogie Band

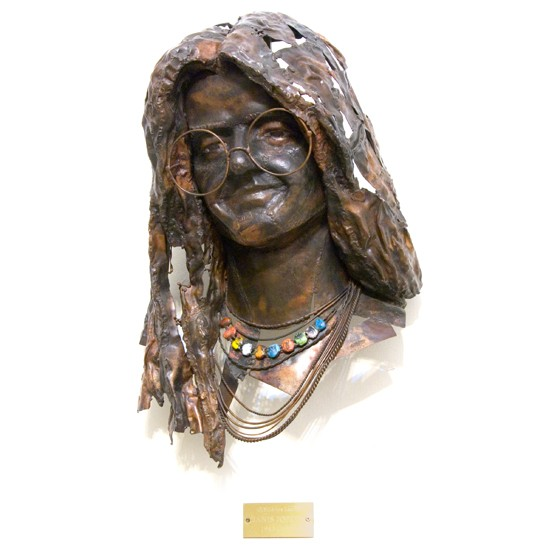
Statue (plaque de cuivre de 62 cm) de Janis Joplin à l'école Ferenc Erkel de Budapest, Hongrie, réalisée par le sculpteur Laszlo Szlavics, Jr..

En février 1970, Janis Joplin part en vacances au Brésil avec son amie Linda Gravenites, qui a conçu les costumes de scène de la chanteuse de 1967 à 1969. Elle arrête sa consommation de drogues et d'alcool et rencontre David (George) Niehaus, un touriste américain qui voyage à travers le monde. Laura, la sœur de Janis, écrit : « David était un jeune de la classe moyenne-supérieure de Cincinnati qui avait étudié la communication à Notre-Dame. Il avait rejoint le Corps de la Paix après l’université et avait travaillé dans un petit village en Turquie. Il avait essayé l'école de droit, mais quand il a rencontré Janis, il prenait du temps libre. » 
Niehaus et Joplin sont photographiés par la presse au Carnaval de Rio et par Gravenites. Sur ces photos en couleurs, selon le biographe Ellis Amburn, ils « ressemblent à un jeune couple insouciant, heureux et sain passant du bon temps. » Il ajoute : « Janis tentait de vaincre l'héroïne au Brésil et l'avantage avec George c'était qu'il ne se droguait pas. ».
Pourtant Janis Joplin replonge dans l'héroïne à son retour aux États-Unis et sa relation avec Niehaus prend fin rapidement. Témoin de ces prises de drogue dans leur nouvelle maison à Larkspur en Californie, de la relation amoureuse de Janis avec Peggy Caserta, elle aussi toxicomane, Niehaus se vexe du refus de Janis Joplin de prendre du temps libre pour voyager autour du monde avec lui.
À cette époque, Janis Joplin forme un nouveau groupe, le Full Tilt Boogie Band, il est essentiellement composé de jeunes musiciens canadiens, il comprend un orgue mais aucune section de cuivres. Janis Joplin joue un rôle plus actif dans la formation du Full Tilt Boogie Band qu’avec son groupe précédent. Elle déclare : « C'est mon groupe. Enfin c'est mon groupe ! ». Le groupe commence à tourner à partir de mai 1970. Janis Joplin se montre très satisfaite de sa nouvelle formation qui est bien accueillie par ses fans et la critique. Avant de commencer une tournée d'été avec le Full Tilt Boogie Band, elle joue dans un concert avec Big Brother au Fillmore West à San Francisco le 4 avril 1970. Les enregistrements de ce concert sont inclus dans l'album In Concert publié à titre posthume en 1972. Elle chante de nouveau avec Big Brother le 12 avril au Winterland ; tous apparaissent en excellente forme lors de ce concert. C’est à cette époque que Janis commence à porter des boas de plumes multicolores dans les cheveux. Au moment d'entamer sa première tournée avec le Full Tilt Boogie Band, elle déclare qu'elle ne se drogue plus mais sa consommation d'alcool ne cesse d'augmenter.
Du 28 juin au 4 juillet 1970, Janis Joplin et le Full Tilt Boogie Band rejoignent la tournée du Festival Express à travers le Canada à bord du train All-Star, avec Buddy Guy, Rick Danko, The Band, Ten Years After, Grateful Dead, Delaney and Bonnie, Eric Andersen et Ian & Sylvia. Ils se produisent à Toronto, Winnipeg et Calgary. Tout au long de ce voyage, elle improvise avec les autres participants dans le train. Les performances de Janis Joplin sur cette tournée sont considérées comme ses meilleures. Elle figure en tête d'affiche lors des trois nuits du festival. Au dernier arrêt du train à Calgary, Janis monte sur scène avec Jerry Garcia tandis que son groupe fait des réglages. Elle déclare au public combien la tournée a été géniale et présente les organisateurs. Elle donne ensuite un concert de deux heures en commençant par Tell Mama. Tout au long de ce concert, Janis Joplin parle avec dépit des échecs de sa vie amoureuse. Elle termine la nuit avec des versions longues de Get It While You Can et Ball and Chain. Son interprétation de la chanson Tell Mama ce soir-là est devenue célèbre dans les années 1980 et a été incluse sur l'album Farewell Song en 1982. Dans cette vidéo, elle porte un ample costume d'une couleur psychédélique et des plumes dans les cheveux, qui fut son costume de scène au printemps et à l'été 1970. D'autres enregistrements de ces concerts ont été publiés sur l'album posthume In Concert en 1972. La tournée a été diffusée en version pirate dans son intégralité mais jamais en version officielle. Les performances filmées de Cry Baby, Tell Mama, Move Over et Kosmic Blues ont été incluses dans le film du Festival Express sorti en 2004 en DVD.
Parmi ses dernières apparitions en public, on peut la voir à deux reprises dans l'émission télévisée The Dick Cavett Show le 25 juin et le 3 août 1970.

### Mort
À l'automne 1970, Janis Joplin enregistre l'album Pearl avec le Full Tilt Boogie Band et le producteur de Phil Ochs et des Doors, Paul A. Rothchild. Le lendemain même de l'enregistrement de Me and Bobby McGee — qu'elle n'aura jamais entendu — le 4 octobre 1970, elle est découverte morte d'une surdose d'héroïne dans sa chambre d'hôtel,, deux semaines seulement après Jimi Hendrix. Ses derniers enregistrements complets sont Mercedes-Benz ainsi qu'un chant pour l'anniversaire de John Lennon le 9 octobre 1970 ; John Lennon racontera plus tard à l'animateur Dick Cavett que l'enregistrement n'est arrivé chez lui à New York qu'après la mort de Janis Joplin.
Elle est incinérée au cimetière Westwood Village Memorial Park à Westwood, un quartier de Los Angeles, en Californie. Ses cendres sont dispersées du haut d'un avion dans l'océan Pacifique. Quinze jours plus tard, conformément à ses dernières volontés (elle avait laissé un chèque de 2 500 dollars à cet effet), une immense fête rassemble ses amis. Sur le faire-part, on pouvait lire « Drinks are on Pearl » (« Les boissons sont offertes par Pearl »).
Elle est la quatrième artiste à faire partie du Club des 27 après Robert Johnson (mort en 1938), Brian Jones (mort en 1969) et Jimi Hendrix (mort le 18 septembre 1970) et avant Jim Morrison (mort en 1971), Kurt Cobain (mort en 1994) et Amy Winehouse (morte en 2011).
L'album Pearl, qui sort six semaines après sa mort, contient une version instrumentale de Buried Alive in the Blues, Janis Joplin étant morte avant d'enregistrer la voix. Mimi Fariña écrit une chanson sur sa mort In the Quiet Morning (For Janis Joplin), interprétée par Joan Baez.

## Postérité

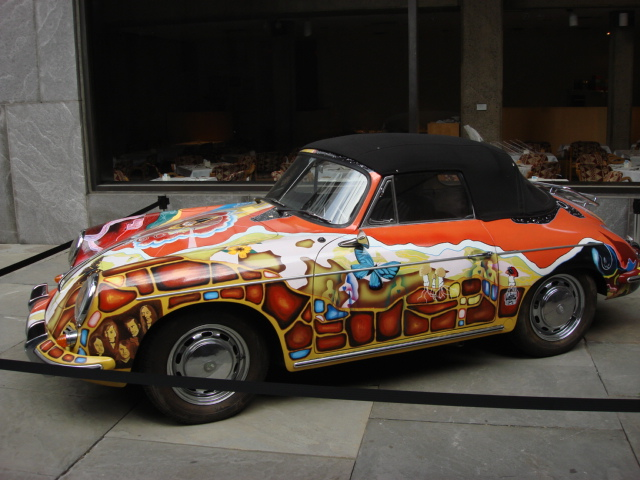
La Porsche 356C de Janis Joplin, (Whitney Museum, New York).

Janis Joplin, surnommée « Pearl » à cause de son boa rose et de ses colifichets tape-à-l'œil, a voué une admiration inconditionnelle à Bessie Smith, l'impératrice du blues. Janis a payé elle-même l'inscription sur la tombe, jusque-là anonyme, de la chanteuse : « La plus grande chanteuse de blues au monde ne cessera jamais de chanter – Bessie Smith 1894-1937 ». Janis a marqué les esprits par sa voix très maîtrisée, puissante et nuancée, avec une tessiture assez étendue et un timbre de voix particulièrement rocailleux, différant quelque peu des styles folk et jazz des artistes blancs de l'époque, ainsi que par ses thèmes lyriques tournant autour de la souffrance et de la perte.
Pour beaucoup, elle a personnifié le Flower Power des années 1960, et le son de San Francisco. Son style de vie et ses accoutrements, sa façon rageuse et déglinguée de s'exprimer au féminin, ont bouleversé le monde du rock. Beaucoup de fans de Janis se rappellent son apparition au Dick Cavett show, quelques mois avant sa mort, devant un Dick Cavett manifestement ébloui.
On l'associe souvent à Jimi Hendrix, Jim Morrison (les sacrifiés du Summer of Love) et Brian Jones, tous les quatre morts à vingt-sept ans, après une courte vie mais une fulgurante carrière, évoquant l'existence d'un club des 27.
Peu reconnue par sa ville natale de son vivant, Janis Joplin y sera célébrée plus tard : en 1988, sa vie et son œuvre sont récompensées à Port Arthur, où un musée, portant son nom abrite notamment une sculpture en bronze la représentant, due à Douglas Clark (en).
Contrairement à ce qui a été souvent dit et écrit, le film The Rose, sorti en 1979, s'inspire très peu de la vie de Janis Joplin, alors qu'il devait être initialement un biopic sur l'artiste dont le titre aurait été Pearl.

## Distinctions

### Grammy Awards
| Année | Travail nommé      | Catégorie                             | Résultat   |
| ----- | ------------------ | ------------------------------------- | ---------- |
| 1972  | Me and Bobby McGee | Meilleure Chanteuse Pop               | Nomination |
| 2002  | Me and Bobby McGee | Grammy Hall of Fame Award             | Lauréat    |
| 2005  | Janis Joplin       | Grammy pour l'ensemble de la carrière | Lauréat    |

## Discographie

### Albums studio
Durant sa courte carrière, Janis Joplin a enregistré quatre albums studio. Le dernier est paru après sa mort.
- 1967 : Big Brother and the Holding Company
- 1968 : Cheap Thrills
- 1969 : I Got Dem Ol' Kozmic Blues Again Mama!
- 1971 : Pearl

### Discographie complète

#### Avec Big Brother and the Holding Company
- 1967 : Big Brother and the Holding Company
- 1968 : Cheap Thrills
- 1972 : In Concert
- 1998 : Live at Winterland '68
- 2012 : Live at the Carousel Ballroom 1968

#### Avec le Kozmic Blues Band
- 1969 : I Got Dem Ol' Kozmic Blues Again Mama!
- 1974 : Live in Amsterdam
- 2009 : The Woodstock Experience

#### Avec le Full Tilt Boogie Band
- 1971 : Pearl (Album classé parmi les 50 (18/50) plus grands albums de tous les temps catégorie « Women who rock » par le magazine Rolling Stone)[14]
- 1975 : Live in Honolulu
- 1976 : Wicked Woman
- 2012 : The Pearl Sessions

#### Compilations
- 1973 : Janis Joplin's Greatest Hits
- 1975 : Janis
- 1980 : Anthology
- 1983 : Farewell Song
- 1984 : Cheaper Thrills
- 1993 : Janis
- 1995 : 18 Essential Songs
- 1995 : The Collection
- 1995 : This is Janis Joplin
- 1997 : Absolute Janis
- 1999 : Live at Woodstock: August 19, 1969
- 1999 : Box of Pearls
- 1999 : Rare Pearls
- 2000 : Super Hits
- 2001 : Love, Janis
- 2003 : Essential Janis Joplin
- 2007 : Very Best of Janis Joplin

### Documentaire
- Janis, Little Girl Blue (en), film documentaire de Amy J. Berg (en), 2015, 99 minutes
Le documentaire a été diffusé sur Arte le 25 septembre 2020.